# 262. Infanterie-Division (Wehrmacht)
Die 262. Infanterie-Division (262. ID) war ein Großverband des Heeres der deutschen Wehrmacht im Zweiten Weltkrieg.

## Geschichte
Einsatzgebiete:
- Westwall: September 1939 bis Juni 1941
- Ostfront, Südabschnitt: Juni bis September 1941
- Ostfront, Zentralabschnitt: September 1941 bis Oktober 1943

### Aufstellung
Die Aufstellung der Division erfolgte am 26. August 1939 im Wehrkreis XVII (Wien). Nach Beginn des Zweiten Weltkrieges wurde die Division Bestandteil der 7. Armee und in die Saarpfalz verlegt, um am Fall Gelb, dem Angriff auf Frankreich teilzunehmen. 

### Westfeldzug
Die Maginotlinie wurde im Juni 1940 überschritten, der Einsatz endete am 19. Juni 1940 mit Einnahme der Festung Bitsch in Lothringen.
Der Stab/IR 462, die III. Bataillone der Infanterieregimenter 462, 482 und 486 sowie die III. Abteilung/AR 262 wurden an die 137. Infanterie-Division abgegeben. 

### Unternehmen Barbarossa
Für das Unternehmen Barbarossa, den Überfall auf die Sowjetunion, wurde die 262. Infanterie-Division der Heeresgruppe Süd zugeteilt. Der Vormarsch erfolgte von Brody, Miropol und Schitomir bis nach Korosten. Im August/September 1941 nahm die Division an der Schlacht um Kiew teil und wurde danach in Trubtschewskin der Nähe von Brjansk/Zentralrussland eingesetzt. Während des Unternehmens Taifun, der Offensive auf die Hauptstadt Moskau, waren Jelez und Jefremow die Endpunkte der Division.

### Orel
Nach der sowjetischen Gegenoffensive im Winter 1941/42 erfolgte der Rückzug in das Gebiet um Orel. Die Position zwischen Nowosil und Orel wurde von der Division bis zum Juli 1943 behauptet.

### Unternehmen Zitadelle
Während der Unternehmens Zitadelle und der daraus entstehenden Panzerschlacht von Kursk diente der Großverband als Reserve der 9. Armee. Ihr Kampfeinsatz erfolgte im August 1943 an der sowjetischen Durchbruchstelle zwischen Brjansk und Orel. 

### Vernichtung
Bei den folgenden Kampfhandlungen wurde die Division stark dezimiert und hatte am Ende nur noch die Stärke einer Kampfgruppe. Die Reste sammelten sich bei Orscha. Damit wurde die Division offiziell am 2. November 1943 aufgelöst, ihre Reste wurden Bestandteil der Divisionsgruppe 262.

## Personen
| Dienstzeit                               | Dienstgrad      | Name            |
| ---------------------------------------- | --------------- | --------------- |
| 1. September 1939 bis 15. September 1942 | Generalleutnant | Edgar Theisen   |
| 15. September 1942 bis 19. Juli 1943     | Generalleutnant | Friedrich Karst |
| 19. Juli bis 15. Oktober 1943            | Generalleutnant | Eugen Wößner    |

| Dienstzeit                       | Dienstgrad     | Name                                           |
| -------------------------------- | -------------- | ---------------------------------------------- |
| 26. August 1939 bis 1. Juni 1940 | Hauptmann      | Wilhelm Haidlen                                |
| 1. Juni 1940 bis 10. Juli 1943   | Hauptmann      | Ulrich Freiherr Varnbüler von und zu Hemmingen |
| 10. Juli bis 15. November 1943   | Oberstleutnant | Richard Euler                                  |

- Leutnant Michael Kitzelmann (* 29. Januar 1916 in Horben, heute Ortsteil von Gestratz, Westallgäu; † 11. Juni 1942 in Orel in Zentralrussland)
Kitzelmann diente u. a. als Leutnant in der 262. ID, wo er sich während des Vernichtungskrieges in der Sowjetunion gegen zunehmende Kriegsverbrechen und den Völkermord an Zivilisten wehrte. 1942 wurde er von einem Feldkriegsgericht seiner Division in Orel wegen Wehrkraftzersetzung verurteilt und hingerichtet.

## Gliederung
- Infanterie-Regiment 462
- Infanterie-Regiment 482
- Infanterie-Regiment 486
- Artillerie-Regiment 262
- Pionier-Bataillon 262
- Feldersatz-Bataillon 262
- Panzerabwehr-Abteilung 262
- Aufklärungs-Abteilung 262
- Nachrichten-Abteilung 262
- Nachschubstruppen[1]